# Mario Cordioli
Mario Cordioli (Verona, 30 maggio 1921 – Verona, 5 agosto 2005) è stato un calciatore italiano, di ruolo attaccante.

## Carriera
Inizia la carriera segnando 8 reti in 27 presenze in Serie C nell'Audace San Michele Extra, per poi passare nel 1941 al Suzzara, dove rimane una sola stagione.
Nel 1944 ha segnato 3 gol in 7 presenze con il Verona, squadra della sua città natale, nel Campionato Alta Italia 1944.
Dopo la guerra ha giocato in Serie B con il Suzzara nella stagione 1946-1947, ed in seguito ha preso nuovamente parte per una stagione alla seconda divisione con la Pro Sesto, nella quale è stato il miglior marcatore stagionale della squadra lombarda con 9 reti in 37 presenze.
Successivamente ha giocato per due anni in Serie C con la Casertana, segnando in totale 3 reti in 26 presenze nell'arco del biennio.

## Palmarès

### Club

#### Competizioni nazionali
- Serie C: 1

Audace SME: 1940-1941